# Zugbindung
Die Zugbindung ist ein Marketinginstrument im Eisenbahnwesen. Ähnlich wie bei der Buchung eines Flugtickets kann sich der Kunde vor Reiseantritt für eine Fahrt in ausgewählten Zügen entscheiden und erhält dafür die Fahrkarte zu einem niedrigeren Preis. Der Vorteil für den Anbieter solcher Rabatte liegt in der höheren Planungssicherheit und damit der besseren Auslastung seiner Züge. Dieser Rabatt gilt bei vielen Anbietern nur für ein gewisses Kontingent an Tickets. Zugbindung und Reservierung (eines Sitzplatzes) sind zwei unterschiedliche Begriffe; mit der Bindung an einen bestimmten Zug ist kein garantierter oder reservierter Platz verbunden. Umtausch und Erstattung solcher Fahrkarten sind oft mit zusätzlichen Kosten verbunden oder wie beim Super-Sparpreis komplett ausgeschlossen.

## Deutschland
Die Deutsche Bahn bietet im Rahmen ihres seit Ende 2002 eingeführten Preissystems günstigere Fernverkehrstickets mit Zugbindung an. Die Zugbindung gilt nur für die gebuchten Fernverkehrszüge. Wird ein Teil der Fahrt im Nahverkehr zurückgelegt, gilt auf diesen Abschnitten keine Zugbindung und das Ticket ist dort von 0 Uhr am ersten Gültigkeitstag bis 10 Uhr am Folgetag gültig. Bei einer zu erwartenden Verspätung von mehr als 20 Minuten am Zielbahnhof der Fahrkarte ist die Zugbindung automatisch aufgehoben, dies gilt auch bei Zugausfall oder Anschlussverlust. Dann kann auch ein höherwertiger Fernverkehrszug (z. B. ICE statt IC) benutzt oder auf einen Regionalzug umgestiegen werden, was auf Abschnitten mit Zugbindung sonst ausgeschlossen ist. Bei internationalen Tickets mit Zugbindung endet diese an der Grenze, wenn das angrenzende Land (z. B. Österreich) keine Zugbindung anwendet.
Bei Umsteigeverbindungen kann die Übergangszeit frei gewählt werden. Übergangszeiten von wenigen Minuten lassen sich damit vermeiden, auch Fahrtunterbrechungen sind in begrenztem Umfang möglich.